# 2019年伊朗洪水
2019年3月至4月，伊朗多個地區發生了突發洪水，其中在戈勒斯坦省、法爾斯省、胡齊斯坦省與洛雷斯坦省等地特別嚴重，截至4月5日，已造成超過70人罹難。
第一波豪雨始於3月17日，造成北部的戈勒斯坦省與馬贊德蘭省淹水，前者當天的降雨量甚至高達其年平均降雨量的七成 。胡齊斯坦省與戈勒斯坦的多座大型水壩水位暴漲甚至溢出，許多村莊、城市的居民被迫撤離。伊朗官員表示已有超過140條河流水位暴漲，且全國至少已有409起土石流發生。約有1900座村莊、城市遭到洪災破壞，水利與農業的損失金額達數億美元。許多地區的房屋、土地被淹沒於水下多日。這起洪災適逢伊朗的傳統節日納吾肉孜節，使災情更加嚴重，公路、高速公路上的暴洪造成多人罹難。
洪災發生後的第一週，政府救援不力、拖延造成政治緊張，許多伊朗人（包括親政府人士）以社交媒體批評政府應對不當，主要批評伊朗總統哈桑·羅哈尼，也有批評最高領袖阿里·哈米尼者。3月23日，阿里·哈米尼下令伊朗武裝部隊參與救災，副總統埃斯哈格·贾汉吉里與多名部長、軍官均前往災區勘查。

## 圖集
- 戈勒斯坦省Aqqala的淹水狀況
- 設拉子的淹水狀況
- 洛雷斯坦省Pol-e Dokhtar的淹水狀況
- 設拉子的居民點蠟燭為洪水罹難者祈福